# Sommarfilosoferna
Sommarfilosoferna var en musikgrupp som bildades 1970 av producenten Anders Henriksson.
Sommarfilosoferna bestod av Göran Lagerberg (sång, elbas), Karin Stigmark (sång), Björn J:son Lindh (piano), Jan Bandel (banjo), Björn Töpel (tidigare i Blond) (tamburin), Birger Engström (diverse slaginstrument), Lars Finberg (claves) och Lasse Svensson (trummor).   De gav 1970 ut singeln På en sommardag/På en sommarnatt (Mercury 6062 009), på vilken A-sidan var en cover på Mungo Jerrys hitlåt In the Summertime från samma år, medan B-sidan påminner om Jason's Fleece. Lagerberg blev 1972 medlem i Kebnekajse och deltog tillsammans med Bandel, J:son Lindh och Stigmark i producentens senare musikprojekt Baltik (1973).